# Jean-Jacques Rousseau (train)
Pour les articles homonymes, voir Jean-Jacques Rousseau (homonymie).
Le Jean-Jacques Rousseau est un train rapide baptisé qui reliait Paris Gare de Lyon à Genève-Cornavin de 1977 à 1984.

## Histoire
Le train rapide baptisé « Jean-Jacques Rousseau » est mis en exploitation en 1977 sur la relation Paris-Gare-de-Lyon - Genève-Cornavin.
Ce train circule pour la dernière fois le 21 janvier 1984, il est remplacé le lendemain, 22 janvier 1984, par une liaison en TGV.

## Caractéristiques

### Parcours
Le Jean-Jacques Rousseau empruntait au cours de son trajet successivement la ligne de Paris-Lyon à Marseille-Saint-Charles de Paris à Dijon, la ligne de Dijon-Ville à Vallorbe, la ligne Cossonay – Vallorbe, la ligne du Pied-du-Jura et la ligne Lausanne – Genève.
| Rapide No 228           | Pays   | Gare               | Rapide No 229           |
| ----------------------- | ------ | ------------------ | ----------------------- |
| 13h23                   | France | Paris-Gare-de-Lyon | 17h03                   |
| 10h53 (2 min. d'arrêt)  | France | Dijon              | 19h30 (3 min. d'arrêt)  |
| 10h14 (10 min. d'arrêt) | France | Dole               | 20h00 (7 min. d'arrêt)  |
| 9h12 (10 min. d'arrêt)  | France | Frasne             | 21h04 (4 min. d'arrêt)  |
| 8h42 (13 min. d’arrêt)  | Suisse | Vallorbe           | 21h29 (11 min. d'arrêt) |
| 8h03 (5 min. d’arrêt)   | Suisse | Lausanne           | 22h14 (5 min. d'arrêt)  |
| 7h30                    | Suisse | Genève-Cornavin    | 22h52                   |

### Composition
Le Jean-Jacques Rousseau était composé de voitures RIC, de VSE et d'une voiture restaurant des CFF ainsi que de voitures Corail de la SNCF remorquées par une CC 21000.